# Лобанов, Антон Валерьевич
Анто́н Вале́рьевич Лоба́нов (род. 20 июля 1978, Москва, СССР) — российский учёный-химик, педагог, специалист в области физической и супрамолекулярной химии, доктор химических наук (2018), профессор РАО (2023), заведующий кафедрой общей химии Института биологии и химии Московского педагогического государственного университета.
Лейтенант войск радиационной, химической и биологической защиты Вооружённых сил Российской Федерации (2001).

## Биография
Родился 20 июля 1978 года в Москве. Отец, Лобанов Валерий Васильевич (р. 1946 г.), по профессии конструктор, мать, Лобанова Галина Николаевна (р. 1952 г.), — экономист.
Окончил в 1995 году среднюю общеобразовательную школу № 674 г. Москвы. 
В 1999 году окончил с отличием бакалавриат, а в 2001 году с отличием магистратуру Московского института тонкой химической технологии им. М. В. Ломоносова (МИТХТ), обучение проходил на кафедре химии и технологии тонкого органического синтеза факультета биотехнологии и органического синтеза по направлению «химическая технология и биотехнология».

### Научная и преподавательская деятельность
В 2005 году на базе Института химической физики им. Н. Н. Семёнова РАН защитил диссертацию на соискание учёной степени кандидата химических наук по теме «Фотокаталитические процессы с участием пероксида водорода в природных и искусственных фотосинтезирующих системах». В 2018 году там же была защищена диссертация на соискание учёной степени доктора химических наук по теме «Молекулярная агрегация и фотохимические свойства тетрапирролов в многокомпонентных системах».
С 2005 по 2010 год являлся научным сотрудником кафедры химической кинетики Химического факультета Московского государственного университета им. М. В. Ломоносова. С 2010 по 2015 год — заместитель заведующего базовой кафедрой «Фотохимия биологически активных соединений» Московской государственной академии тонкой химической технологии имени М. В. Ломоносова (МИТХТ).
Прошёл путь от инженера до главного научного сотрудника Института химической физики им. Н. Н. Семёнова, где с 2017 по 2019 год заведовал лабораторией фотобионики, с 2019 по 2024 год являлся главным научным сотрудником. С 2015 по 2024 год занимал должность ведущего научного сотрудника Российского экономического университета им. Г. В. Плеханова. С 2019 года занимает должность ведущего научного сотрудника Института биохимической физики им. Н. М. Эмануэля. В 2018 году занял должность профессора кафедры общей химии Московского педагогического государственного университета, в 2023 году был назначен на должность заведующего кафедрой.

В 2023 году присвоено учёное звание профессора РАО (Отделение общего среднего образования).

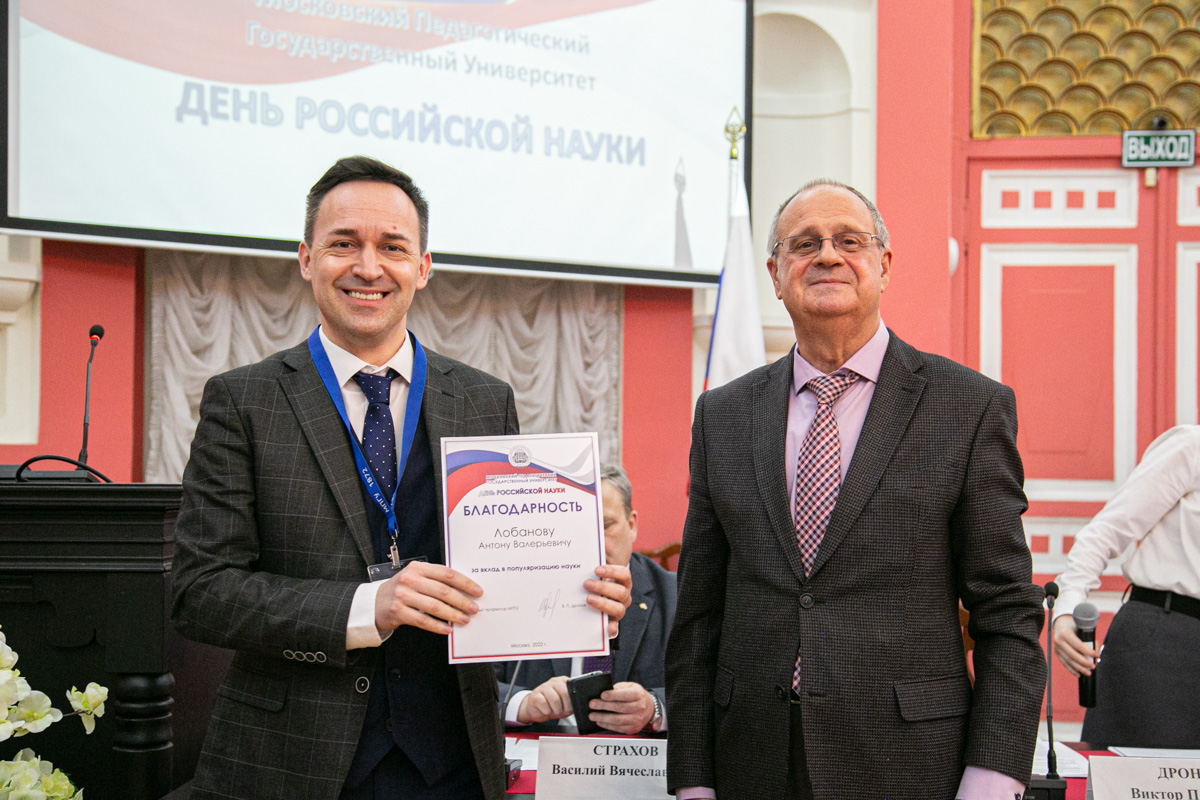
Профессор Антон Лобанов с академиком РАО Виктором Дроновым, 2022

Среди основных научных достижений развитие нового научного направления в физической химии тетрапиррольных соединений — управление фотохимическими свойствами тетрапирролов на надмолекулярном уровне, проведение исследований по изучению механизма фотосинтеза, супрамолекулярных систем на основе хлорофилла, металлопорфиринов и фталоцианинов, предложены новые методы химического мониторинга и способы лечения и профилактики социально значимых заболеваний, подходы к конструированию содержания химического образования.
Член Российского химического общества имени Д. И. Менделеева, член Российского фотобиологического общества, член Федерации европейских обществ биологов растений (FESPB), член Ассоциации учителей и преподавателей химии, член Российского профессорского собрания.
В 2023 году включён Министерством науки и высшего образования Российской Федерации в состав диссертационного совета 33.2.013.10 на базе Московского педагогического государственного университета (представляет научную специальность 5.8.2. Теория и методика обучения и воспитания (естественные науки, уровни среднего общего и среднего профессионального образования) (педагогические науки)).
В 2024 году вошёл в недавно созданный Научный совет по развитию естественно-математического образования Российской академии образования.

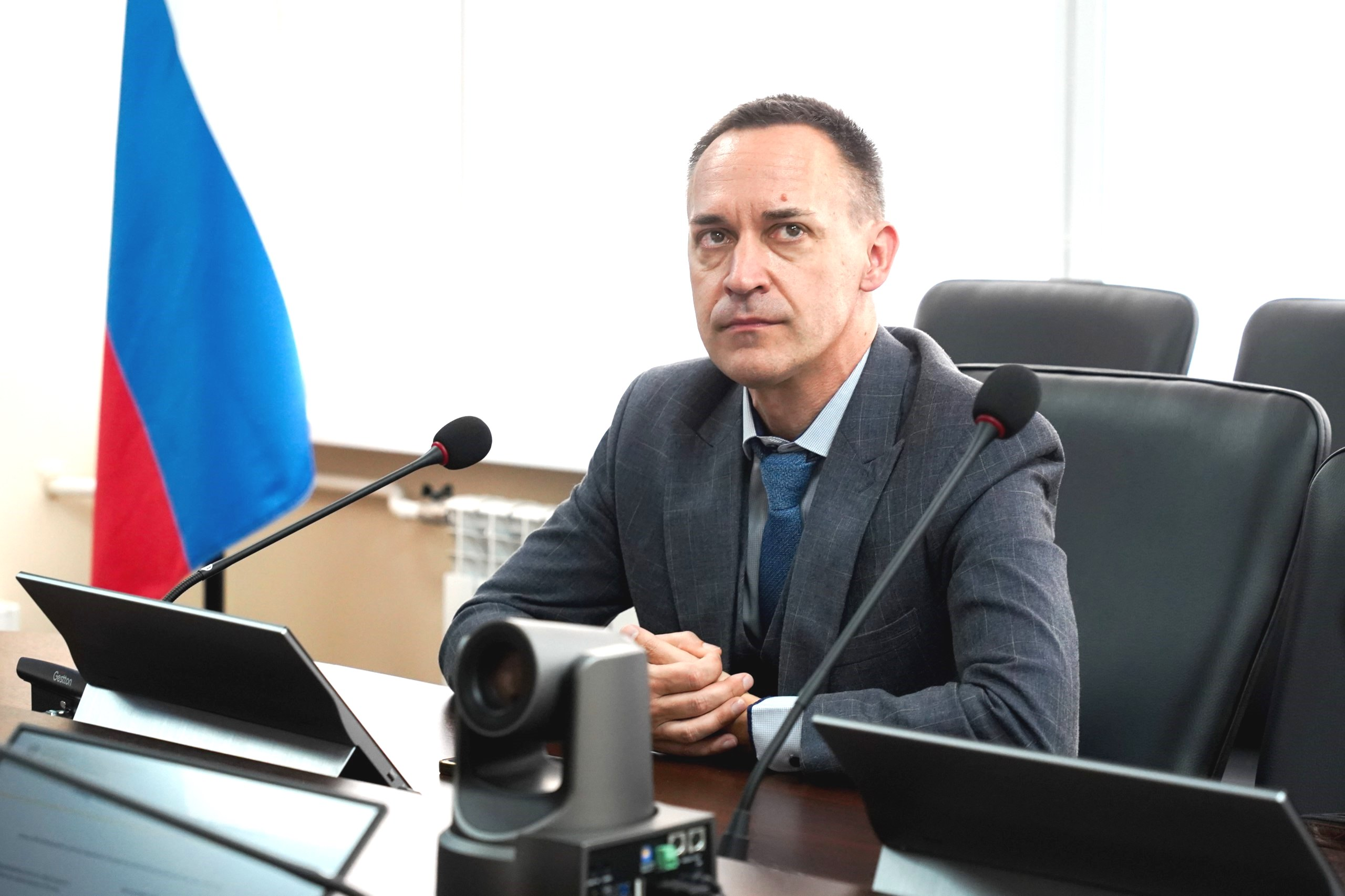
Антон Лобанов во время заседания Бюро Отделения общего среднего образования РАО, 2025

Область научных интересов: физическая и супрамолекулярная химия, химическая безопасность, интеграционные и адаптивные процессы в естественно-научном образовании, подготовка педагогических кадров.
Является автором более 320 научных трудов, в том числе 24 патентов.
Индекс Хирша — 15.

### Общественная деятельность

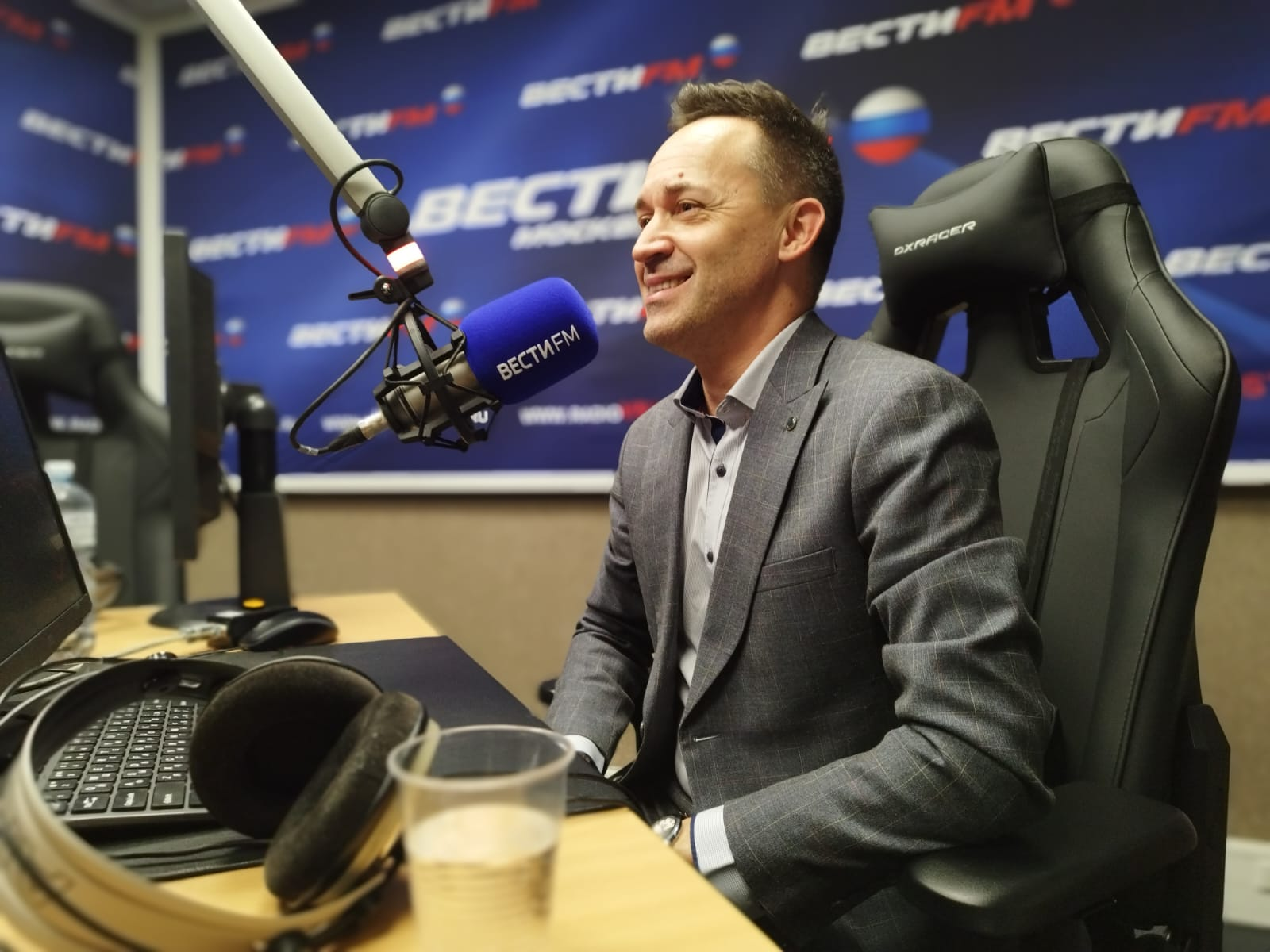
Выступление в программе «Открытая школа» на радиостанции «Вести FM», 2023

Является популяризатором науки. Постоянный гость программы «Открытая школа» на радиостанции «Вести FM» ВГТРК.

## Основные работы
Диссертации и монографии:
- Лобанов А. В. Молекулярная агрегация и фотохимические свойства тетрапирролов в многокомпонентных системах : специальность 02.00.04 «Физическая химия» : диссертация на соискание учёной степени доктора химических наук, 2018. 256 с.[4]
- Лобанов А. В. Фотокаталитические процессы с участием пероксида водорода в природных и искусственных фотосинтезирующих системах : специальность 03.00.02 "Биофизика" : диссертация на соискание учёной степени кандидата химических наук, 2004. 117 с.[3]
- Проблемы зарождения и эволюции биосферы: монография / Лобанов А. В. [и др.]. М.: Книжный дом «Либроком», 2008. 552 с.[11]
- Высокореакционные интермедиаты: коллективная монография (первая часть) / Лобанов А. В. [и др.]. М.: Издательство Московского университета, 2011. 304 с.[12]
- Высокореакционные интермедиаты: коллективная монография (вторая часть) / Лобанов А. В. [и др.]. М.: КРАСАНД, 2014. 400 с.[13]
- Проектная и исследовательская деятельность школьников по биологии и химии: монография / Лобанов А. В. [и др.]. М.: Московский педагогический государственный университет, 2023. 232 с.[14]

Учебные пособия:
- Лобанов А. В., Степнова А. Ф. Техногенные и экологические риски: лекции по дисциплине «Техногенные системы и экологический риск» для студентов 5 курса направления Педагогическое образование с двумя профилями подготовки «Химия» и «Экология». М.: МПГУ, 2023. 104 с. ISBN 978-5-4263-1309-5[15]
- Степнова А. Ф., Лобанов А. В. Общая и неорганическая химия для студентов нехимических направлений подготовки: практикум. М.: МПГУ, 2023. 108 с. ISBN 978-5-4263-1170-1[16]

Основные статьи:
- Исследование триплетных состояний фталоцианинов на поверхности нанокремнезема в водных растворах методом лазерного фотолиза / Н. Б. Сультимова, П. П. Левин, А. В. Лобанов, А. М. Музафаров // Химия высоких энергий. 2013. Т. 47, № 3. С. 186—190.[17]
- Супрамолекулярные ассоциаты двухпалубных фталоцианинов лантанидов с макромолекулярными структурами и наночастицами — основа биосенсорных устройств / А. В. Лобанов, Г. А. Громова, Ю. Г. Горбунова, А. Ю. Цивадзе // Физикохимия поверхности и защита материалов. 2014. Т. 50, № 5. С. 465.[18]
- Природа граничных молекулярных орбиталей комплексов фталоцианинов с p-, d0- и d10-элементами / А. В. Лобанов, М. Я. Мельников // Химическая физика. 2019. Т. 38, № 7. С. 11-14.[19]
- Эмпирический подход к нанохимическому эксперименту / В. А. Фомичев, А. В. Лобанов // Химия в школе. 2020. № 2. С. 52-54.[20]
- Сравнительный анализ динамики предметной подготовки учителей химии в крупнейших педагогических вузах России / С. Д. Ширяев, А. В. Лобанов // Наука и школа. 2023. № 6. С. 138-150.[21]
- Профессиональная подготовка кадров в интересах научно-технологического развития Российской Федерации / А. В. Лобанов, М. А. Родионов, С. Д. Ширяев // Проблемы современного образования. 2024. № 5. С. 59-72.[22]
- К вопросу о необходимости изучения высшей математики при подготовке учителей химии в высших учебных заведениях/ Ширяев С. Д., Лобанов А. В. // Наука и школа. 2025. № 3. С. 143–147.[23]

## Участие в редколлегиях периодических изданий

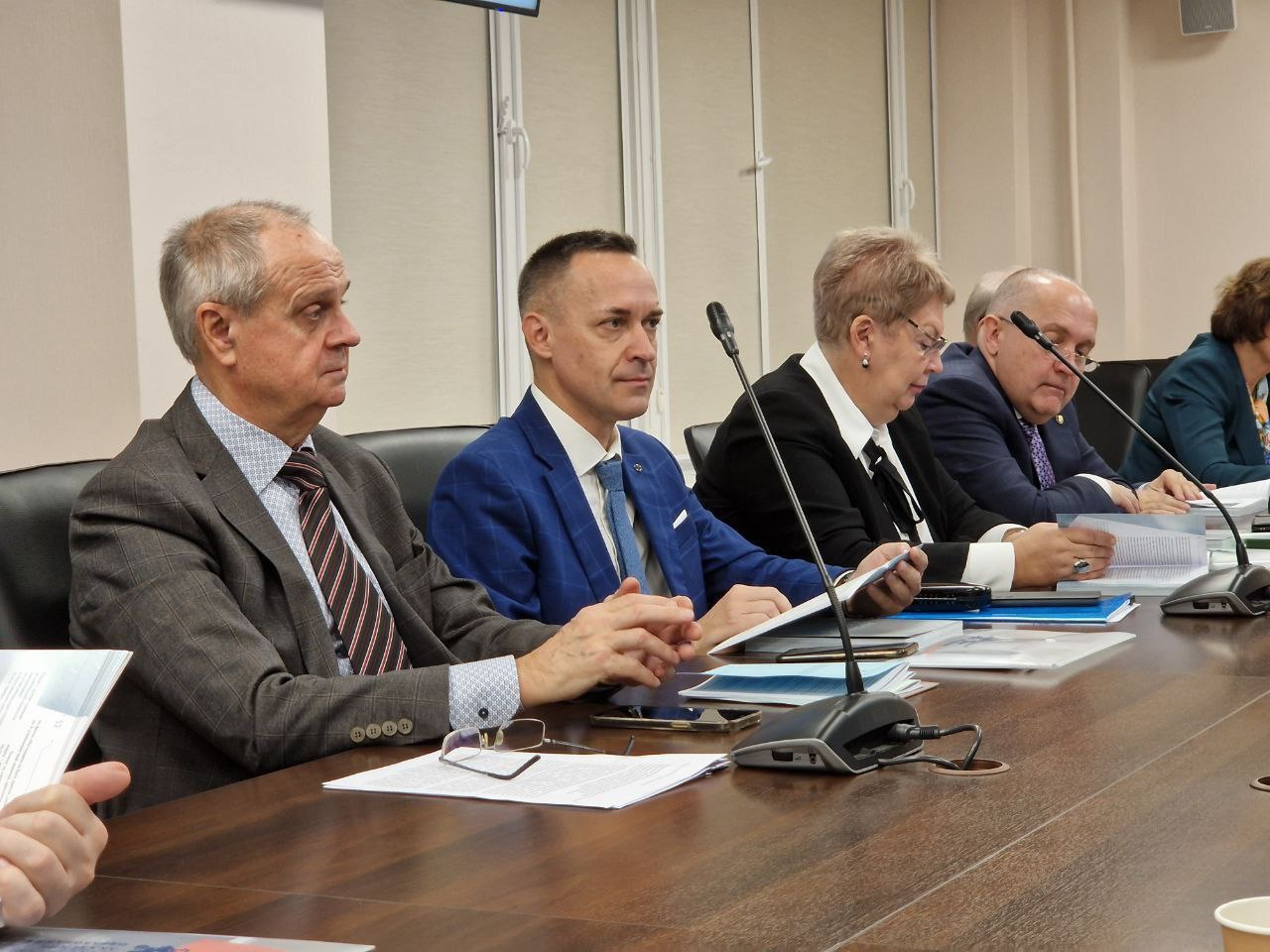
Академик РАО Виктор Дронов, профессор РАО Антон Лобанов, президент РАО Ольга Васильева и вице-президент РАО Виктор Басюк (слева направо) во время заседания Отделения общего среднего образования РАО, 2024

- Актуальные вопросы биологической физики и химии[10]
- Биофизика
- Вестник МГТУ им. Н. Э. Баумана
- Вестник МГУ. Серия «Химия»
- Журнал неорганической химии
- Журнал физической химии
- Известия Академии наук. Серия химическая
- Коллоидный журнал
- Макрогетероциклы
- Наука и школа
- Химическая безопасность[7]
- Химическая физика
- Mendeleev Communications

## Награды
- Благодарность мэра Москвы С. С. Собянина (2011 г.)[24]
- Медаль VII Московского международного конгресса «Биотехнология: состояние и перспективы развития» (2013 г.)[24]
- Медаль «Dmitri Mendeleev» Европейского научно-промышленного консорциума (2013 г.)[24]
- Благодарность президента Российской академии образования О. Ю. Васильевой (2023 г.)[24]